# Tournoi pré-olympique de l'AFC 1991-1992, premier tour, groupe F
Navigation
Groupe E
Cet article donne les résultats des matches du groupe F lors du premier tour du tournoi pré-olympique de l'AFC 1991-1992.

## Classement
| Rang | Équipe         | Pts     | J       | G       | N       | P       | Bp      | Bc      | Diff    |  | Résultats (▼ dom., ► ext.) |     |     |     |     |
| ---- | -------------- | ------- | ------- | ------- | ------- | ------- | ------- | ------- | ------- |  | -------------------------- | --- | --- | --- | --- |
| 1    | Japon          | 10      | 6       | 5       | 0       | 1       | 14      | 5       | +9      |  | Japon                      |     | 3-0 | 3-1 | 2-0 |
| 2    | Hong Kong (en) | 7       | 6       | 2       | 3       | 1       | 6       | 6       | 0       |  | Hong Kong (en)             | 3-1 |     | 1-1 | 1-1 |
| 3    | Indonésie      | 4       | 6       | 1       | 2       | 3       | 6       | 10      | -4      |  | Indonésie                  | 1-2 | 0-0 |     | 2-1 |
| 4    | Taïwan (en)    | 3       | 6       | 1       | 1       | 4       | 5       | 10      | -5      |  | Taïwan (en)                | 0-3 | 0-1 | 3-1 |     |
| -    | Laos (en)      | Forfait | Forfait | Forfait | Forfait | Forfait | Forfait | Forfait | Forfait |  |                            |     |     |     |     |

## Détail des rencontres
| 1ère journée | Hong Kong (en) | 1 - 1   | Taïwan (en) | Government Stadium Hong Kong               |                                            |
| 8 juin 1991  | Au Wai Lun 57e | (0 - 0) | Hsu Jui-chen 75e | Spectateurs : 2 264 Arbitrage : M. Kunalan | Spectateurs : 2 264 Arbitrage : M. Kunalan |
| 8 juin 1991  | Pang Chi Wing - Pooh Ka Ming, Lo Kai Wah, Leung Kam Fai ( 46e Wu Gwan Hang), Cheung Kam Wa - Shum Kwok Pui (en), Lee Lee Chun Fat, Tam Siu Wai (en), Au Wai Lun - Wong Wai Tak, Au Young Ying Tse | Équipes | Yang Cheng-hsing (en) - Huang Che-ming (en), Lin Chien-wen, CHEN Chiou-pih, Weng Chung-chih - Lin Jen-hsiang, Chen Jiunn-ming (en), Keng Shin-jong , Hsu Te-ming - Huang Wen-cheng ( 46e Hsu Jui-chen), Lu Ying-jen | Spectateurs : 2 264 Arbitrage : M. Kunalan | Spectateurs : 2 264 Arbitrage : M. Kunalan |

| 9 juin 1991 | Indonésie             | 1 - 2 | Japon                       | Gelora 10 November Stadium (en) Surabaya, Indonésie  |                                                      |
| | Lubis (en) 32e (pen.) | (1 - 1) | Sawanobori 1re · Harada 88e | Spectateurs : 9 000 Arbitrage : Ahmed Jassim Mohamed | Spectateurs : 9 000 Arbitrage : Ahmed Jassim Mohamed |
| Raharjo (en) - Aji (en), Lubis (en), Widodo (en) ( 38e Sukron), Rochy - Amsya, Bahri S., Khusaeri ( 65e Heriansyah), Maizer - Purnawan, Yuwono | Équipes               | Shimokawa - Narahashi, Omura, Natsuka, Ishikawa - Ikeda ( 79e Fujiyoshi), Nagayama, Harada - Fujita, Yamaguchi ( 65e Hattori), Sawanobori |                             | Spectateurs : 9 000 Arbitrage : Ahmed Jassim Mohamed | Spectateurs : 9 000 Arbitrage : Ahmed Jassim Mohamed |

| 2ème journée | Indonésie | 2 - 1   | Taïwan (en) | Gelora 10 November Stadium (en) Surabaya, Indonésie |                                                |
| 16 juin 1991 | Rochy 62e 66e | (0 - 0) | Huang Che-ming (en) 72e | Spectateurs : 25 000 Arbitrage : Jimmy Somogod      | Spectateurs : 25 000 Arbitrage : Jimmy Somogod |
| 16 juin 1991 | Aji (en) - Lubis (en), Rochy, Zulkarnain ( Widodo (en)), Amsya - Heriansyah, Khusaeri ( 40e Bahri S.), Maizer, Purnawan - Sukron, Yuwono | Équipes | Yang Cheng-hsing (en) - Huang Che-ming (en), Chen Chiou-pih, Wu Chun-i, Lin Jen-hsiang - Chen Jiunn-ming (en), Hsu Jui-chen ( Huang Wen-cheng), Keng Shin-jong, Hsu Te-ming - Chen Yeong-ming, Lu Ying-jen ( 20e Lin Chien-wen) | Spectateurs : 25 000 Arbitrage : Jimmy Somogod      | Spectateurs : 25 000 Arbitrage : Jimmy Somogod |

| 16 juin 1991 | Hong Kong (en)                                              | 3 - 1 | Japon      | Government Stadium Hong Kong                                  |                                                               |
| | Ishikawa 5e (csc) · Wong Chi Keung (en) 9e · Lo Kai Wah 55e | (2 - 0) | Fujita 84e | Spectateurs : 4 601 Arbitrage : Abdul Aziz Mohammed Al-Mullah | Spectateurs : 4 601 Arbitrage : Abdul Aziz Mohammed Al-Mullah |
| Chung Ho Yin (en) - Wong Chi Keung (en), Chan Chi Keung, Chung Chun Hung ( 23e Lo Kai Wah), Chiu Chung Man - Pooh Ka Ming, Shum Kwok Pui (en), Tam Siu Wai (en), Au Wai Lun - Wong Wai Tak, Au Young Ying Tse ( 70e Pang Chi Tong) | Équipes                                                     | Shimokawa - Natsuka, Ke. Ishikawa, Suzuki ( 70e Sōma), Ko Ishikawa - Ikeda ( 59e Hattori), Nagayama, Harada - Fujita, Yamaguchi, Sawanobori |            | Spectateurs : 4 601 Arbitrage : Abdul Aziz Mohammed Al-Mullah | Spectateurs : 4 601 Arbitrage : Abdul Aziz Mohammed Al-Mullah |

| 3ème journée | Indonésie | 0 - 0   | Hong Kong (en) | Gelora 10 November Stadium (en) Surabaya, Indonésie |                                |
| 22 juin 1991 | | (0 - 0) | | Arbitrage : Nathan Subramaniam                      | Arbitrage : Nathan Subramaniam |
| 22 juin 1991 | Raharjo (en) - Aji (en), Lubis (en), Rochy, Widodo (en) - Amsya ( 46e Hartadi (en)), Heriansyah , Khusaeri ( 86e Bahri S.), Maizer - Purnawan, Yuwono | Équipes | Chung Ho Yin (en) - Wong Chi Keung (en), Chan Chi Keung, Chiu Chung Man ( 44e Cheung Kam Wa), Pooh Ka Ming - Lo Kai Wah ( 68e Leung Kam Fai), Shum Kwok Pui (en), Tam Siu Wai (en), Au Wai Lun - Wong Wai Tak, Au Young Ying Tse | Arbitrage : Nathan Subramaniam                      | Arbitrage : Nathan Subramaniam |

| 23 juin 1991 | Taïwan (en) | 0 - 3 | Japon                                      | Hsinchu Civil Stadium Hsinchu, Taïwan |                                |
| |             | (0 - 0) | Sawanobori 49e · Omura 59e · Yamaguchi 68e | Arbitrage : Mohammed Asif Qazi        | Arbitrage : Mohammed Asif Qazi |
| Yang Cheng-hsing (en) - Huang Che-ming (en), Lin Chien-wen, Chen Chiou-pih, Lin Jen-hsian - Chern Jiung-horng, Chun Jyh-gang, Keng Shin-jong, Yu Tah-jong ( Wu Chun-i) - Hsu Te-ming , Lu Ying-jen ( Weng Chung-chih) | Équipes     | Shimokawa - Narahashi, Omura, Sōma, Hattori - Yamaguchi ( Fukagawa), Nagayama, Fujita ( Ikeda) - Harada, Sawanobori, Ishikawa |                                            | Arbitrage : Mohammed Asif Qazi        | Arbitrage : Mohammed Asif Qazi |

| 4ème journée | Japon | 2 - 0   | Taïwan (en) | Stade du parc Omiya Saitama, Japon            |                                               |
| 29 juin 1991 | Yamaguchi 12e 41e | (2 - 0) | | Spectateurs : 8 000 Arbitrage : Chang Sok-jin | Spectateurs : 8 000 Arbitrage : Chang Sok-jin |
| 29 juin 1991 | Shimokawa - Ishikawa, Omura, Nakamura, Narahashi - Hattori, Sōma, Nagayama ( 83e Miura) - Harada, Yamaguchi ( 52e Fujiyoshi), Sawanobori | Équipes | Yang Cheng-hsing (en) - Huang Che-ming (en), Lin Chien-wen, Chen Chiou-pih, Lin Jen-hsian - Chun Jyh-gang , 35e, Lu Kun-yuan ( 46e Lin Chien-wen), Keng Shin-jong, Hsu Te-ming - Lin Wen-han, Chen Yeong-ming ( 75e Wu Chun-i) | Spectateurs : 8 000 Arbitrage : Chang Sok-jin | Spectateurs : 8 000 Arbitrage : Chang Sok-jin |

| 30 juin 1991 | Hong Kong (en)            | 1 - 1 | Indonésie      | Government Stadium Hong Kong                |                                             |
| | Chiu Chung Man 79e (pen.) | (0 - 1) | Lubis (en) 33e | Spectateurs : 7 021 Arbitrage : Kil Ki-chul | Spectateurs : 7 021 Arbitrage : Kil Ki-chul |
| Chung Ho Yin (en) - Wong Chi Keung (en), Chan Chi Keung, Chung Chun Hung, Chiu Chung Man - Poon Ka Ming, Leung Kam Fai, Cheung Kam Wa ( 53e Chan Tse Kong), Shum Kwok Pui (en) - Wong Wai Tak, Au Young Ying Tse | Équipes                   | Raharjo (en) - Aji (en), Lubis (en), Rochy, Widodo (en) - Amsya ( 75e Hartadi (en)), Heriansyah, Khusaeri, Maizer - Purnawan , Yuwono |                | Spectateurs : 7 021 Arbitrage : Kil Ki-chul | Spectateurs : 7 021 Arbitrage : Kil Ki-chul |

| 5ème journée   | Japon | 3 - 0   | Hong Kong (en) | Ehime Matsuyama Athletic Stadium (en) Matsuyama, Japon |                                                 |
| 7 juillet 1991 | Yamaguchi 21e 26e 44e | (3 - 0) | | Spectateurs : 20 000 Arbitrage : Hossein Asgari        | Spectateurs : 20 000 Arbitrage : Hossein Asgari |
| 7 juillet 1991 | Shimokawa - Ishikawa, Omura, Nakamura, Narahashi - Sōma, Hattori ( Ikeda), Nagayama - Harada, Yamaguchi ( Fujiyoshi), Sawanobori | Équipes | Chung Ho Yin (en) - Chen Chi Keung , Wong Chi Keung (en), Poon Ka Ming, Leung Kam Fai - Cheung Kam Wa, Tam Siu Wai (en) , Chen Tse Kong ( 46e Chiu Chi-man), Au Wai Lun ( 46e Lo Kai Wah) - Wong Wai Tak, Au Young Ying Tse | Spectateurs : 20 000 Arbitrage : Hossein Asgari        | Spectateurs : 20 000 Arbitrage : Hossein Asgari |

| 7 juillet 1991 | Taïwan (en)            | 3 - 1 | Indonésie | Chungcheng Stadium (en) Kaohsiung, Taïwan |                                 |
| | Huang Che-ming (en) ?? | (? - ?) | Maizer ?? | Arbitrage : Sumanta Kumar Ghosh           | Arbitrage : Sumanta Kumar Ghosh |
| Yang Cheng-hsing (en) - Huang Che-ming (en), Lin Chien-wen, Chen Chiou-pih, Lin Jen-hsian - Chen Jiunn-ming (en) ( 83e Wu Chun-i), Chun Jyh-gang, Hsu Te-ming, Huang Wen-cheng - Lin Wen-han, Chen Yeong-ming | Équipes                | Raharjo (en) - Aji (en), Lubis (en), Rochy, Widodo (en) - Amsya ( 46e Bahri S.), Heriansyah, Khusaeri ( 67e Hartadi (en)), Maizer - Purnawan, Yuwono |           | Arbitrage : Sumanta Kumar Ghosh           | Arbitrage : Sumanta Kumar Ghosh |

| 6ème journée    | Japon | 3 - 0   | Indonésie | Gifu Nagaragawa Stadium (en) Gifu, Japon            |                                                     |
| 13 juillet 1991 | Nakamura 23e · Omura 73e · Sawanobori 85e                                                                                   | (1 - 0) | | Spectateurs : 25 000 Arbitrage : Chen Shengcai (hu) | Spectateurs : 25 000 Arbitrage : Chen Shengcai (hu) |
| 13 juillet 1991 | Shimokawa - Ishikawa, Suzuki, Omura, Natsuka - Nakamura, Nagayama, Hattori ( 32e Fujiyoshi) - Fujita, Yamaguchi, Sawanobori | Équipes | Raharjo (en) - Aji (en), Lubis (en), Rochy, Widodo (en) - Amsya ( 87e Agung), Heriansyah, Khusaeri ( 46e Hartono (en)), Maizer - Purnawan, Yuwono | Spectateurs : 25 000 Arbitrage : Chen Shengcai (hu) | Spectateurs : 25 000 Arbitrage : Chen Shengcai (hu) |

| 14 juillet 1991 | Taïwan (en) | 0 - 1 | Hong Kong (en)    | Chungcheng Stadium (en) Kaohsiung, Taïwan |                               |
| |             | (0 - 1) | Shou Kwik Pui 15e | Arbitrage : Withaya Wongsmarn             | Arbitrage : Withaya Wongsmarn |
| Yang Cheng-hsing (en) - Huang Che-ming (en) ( 74e Hsu Jui-chen), Lin Chien-wen, Chen Chiou-pih, Lin Jen-hsiang - Chun Jyh-gang, Keng Shin-jong, Hsu Te-ming, Huang Wen-cheng - Lin Wen-han, Chen Yeong-ming | Équipes     | Chung Ho Yin (en) - Pang Chi Tong, Wong Chi Keung (en) ( 74e Lo Kai Wah), Chung Chun Hung ( 79e Chiu Chung Man), Yau Kin Wai (en) - Shou Kwik Pui, Tam Siu Wai (en), Chen Tse Kong, Wong Wai Tak - Lee Wai-wo, Au Young Ying Tse |                   | Arbitrage : Withaya Wongsmarn             | Arbitrage : Withaya Wongsmarn |